# Jean-Denis Rieubland
Jean-Denis Rieubland (* 1973 in Agen) ist ein französischer Koch.

## Werdegang
Rieubland ging mit 14 Jahren ging auf die Hotelfachschule Cannes, zwei Jahre darauf zur Hotelfachschule Nizza und absolvierte dann eine Ausbildung in Nizza. Nach ersten Berufserfahrungen und Wehrdienst kochte er zwei Jahre im Sternerestaurant La Côte. 1995 wechselte Rieubland zum La Tour d’Argent (drei Michelinsterne) in Paris. 1996 ging er zum Hotel Villa Florentine in Lyon und 1997 zum Restaurant Lapérouse in Paris. Ab 1999 kochte er bei Serge Gouloumè in Théoule-sur-Mer. Von 2001 bis 2005 arbeitete er im Restaurant Le Mas Candille in Mougins.
2007 wurde er Chefkoch im Hotel Negresco in Nizza. Das Restaurant Le Chantecler wurde 2008 mit einem Michelinstern ausgezeichnet. 2012 kam der zweite Stern.
Im Januar 2018 wurde er Küchenchef im Royal Champagne Hotel in Champillon bei Epernay.

## Auszeichnungen
- 2007: Ein Michelinstern im Guide Michelin 2008 für das Restaurant Le Chantecler in Nizza
- 2011: Zwei Michelinsterne im Guide Michelin 2012 für das Restaurant Le Chantecler in Nizza